# 힘의 반지와 제3시대
힘의 반지와 제3시대(Of the Rings of Power and the Third Age)는 J.R.R 톨킨의 실마릴리온에 실린 마지막 장에 해당한다. 이것은 약 20페이지 정도의 짧은 분량이다. 톨킨의 초기 구상은 1948년 6월 이전부터 존재하였다.
이 작품은 허구적 역사 에세이로서, 톨킨의 서사소설인 <반지의 제왕>에서 일어난 사건들과 그 배경을 실마릴리온의 방식으로 쓴 것이다. 제목이 암시하는 것처럼 여기에 나오는 사건들은 마법의 인공물인 힘의 반지에 초점을 맞추고 있으며, 또한 2시대와 3시대에 중간계에서 일어난 역사에 대해서도 서술하고 있다.
1973년에 톨킨이 사망하자 그의 아들인 크리스토퍼가 가이 가브리엘 캐이의 도움을 받아 이 부분을 완결하였다. 힘의 반지와 제3시대는 <반지원정대>의 "엘론드의 회의"라는 장에서 엘론드가 묘사한 부분과 유사점이 있다. 둘 다 아르노르가 어떻게 파괴되었고, 곤도르가 왕이 없게 되었는지에 대해 그다지 밝히고 있지 않다는 점이다.

## 제2시대
제1시대에 교활하고 사악한 존재 사우론은 타락한 발라 멜코르(모르고스)의 수석 부하였고, 그는 모르고스가 가운데땅의 지배자가 되기 위해 벌인 많은 일들에 관여하였다. 1시대 말에 발라들은 인간들과 요정들을 불러 모아 모르고스를 물리쳤고, 모르고스는 사로잡혀 공허 속으로 던져졌다. 하지만 사우론은 가까스로 몰락의 위기를 모면했다. 2시대 초에 발라들의 편에 서서 싸웠던 인간들은 아만 대륙과 가까운 누메노르 섬에서 살게 되었지만, 가운데땅은 버려진 상태였다.

### 힘의 반지들
하지만, 가운데땅의 전부가 사우론 쪽으로 기운 것은 아니었다. 1시대의 우여곡절 끝에 살아남은 요정들은 에레기온에 새로운 왕국을 건설하였고, 2시대의 에레기온 요정들은 많은 마법의 반지들을 만들었는데, 사우론의 도움으로 만든 19개의 힘의 반지들도 있었다. 그때에 사우론은 여전히 아름다운 외양을 취하여 요정들에게 나타나 그의 의도가 순수한 것처럼 속일 수 있었다. 그러나 그는 요정들을 기만하였는데, 요정들과 가운데땅 모든 인간들을 손아귀에 넣기 위하여 비밀리에 절대반지를 만든 것이었다.
그러나 사우론의 계획은 실패로 돌아갔다. 요정들은 사우론의 음모를 알아차리고 그들의 반지를 모두 버린 것이었다. 그러자 사우론은 요정들에 대해 전쟁을 일으켰고, 그가 관여하지 않았던 세 개의 반지를 제외하곤 다른 모든 반지들을 손에 넣었다. 많은 요정들이 죽고 에레기온이 파괴되었지만 누메노르의 인간들은 요정들을 도와 사우론을 쫓아냈다. 전쟁이 끝나고 사우론은 7개의 반지들을 난쟁이들에게, 9개의 반지들을 인간들에게 나누어 주었다. 난쟁이들은 사우론의 영향력에 대해 면역이 있는 것으로 밝혀졌고, 단지 황금에 대한 탐욕만이 불타오를 뿐이었다. 하지만 인간들은 더 나약했다. 9명의 인간들은 반지를 받고서 당대의 위대한 마법사, 왕, 용사가 되었으나 결국 사우론의 손에 넘어갔고, 끝내는 나즈굴이 되어 버렸다.

### 아르노르와 곤도르의 성립
수 백년이 흐르고 누메노르의 인간들은 그들의 힘을 과시하기 위하여 사우론을 사로잡기로 결심한다. 아칼라베스에서 기술한 것처럼 사우론은 누메노르로 끌려갔고, 마치 그의 악행들을 후회하는 것처럼 가장하였다. 하지만 사우론은 아름다운 외양을 취했고, 선하고 그럴듯한 말로써 누메노르인들을 타락시켰으며, 마침내 왕의 조언자가 되었다. 사우론은 누메노르인들을 독려하여 에루 일루바타르에 대한 숭배의 전통을 없애고 멜코르(모르고스)에 대한 숭배로 바꾸게 하였으며, 인간들을 희생제물로 바치게 만들었다. 사우론의 영향력 하에 누메노르인들은 마침내 발라들이 사는 아만을 침공하게 되었다. 그 죄값으로 누메노르 선단은 전멸하였고, 누메노르도 파도 아래 가라앉아 버렸다. 하지만 사우론은 또 다시 탈출하여 가운데땅으로 도주하였다.
소수의 생존자만이 누메노르를 가까스로 탈출하였고, 이들을 장신의 엘렌딜과 그의 두 아들 이실두르, 아나리온이 이끌고 가운데땅에 정착하였다. 그들은 누메노르인들의 방식으로 영토를 만들었는데, 엘렌딜은 북쪽에 아르노르를, 이실두르와 아나리온은 공동으로 남쪽의 곤도르를 다스렸다. 하지만 사우론 또한 살아남았고, 비록 그의 아름다운 외양은 잃어버렸지만, 그와 절대반지는 살아남아 모르도르 땅의 옛 성채로 돌아갔다.
세월이 흘러 힘을 되찾은 사우론은 새로 만들어진 왕국을 아직 힘이 약할 때 공략하기로 결심한다. 그러나 그의 맹공격은 실패하였고, 엘렌딜과 그 아들들, 그리고 요정 왕들이 반격을 해 왔다.오랜 시간 동안 위대한 연합(요정과 인간의 최후의 동맹)은 모르도르를 포위했다. 마침내 군대는 사우론의 바랏두르 요새로 뚫고 들어갔다. 사우론이 포위망을 뚫기 전에 아나리온이 먼저 사망하였고, 위대한 요정왕 길갈라드는 사우론과 맞붙다가 사망하였다. 마침내 엘렌딜은 사우론과 맞붙었고, 비록 그는 치명상을 입었지만 죽기 전에 사우론을 쓰러뜨릴 수 있었다. 이실두르는 사우론의 육체로 다가가 절대반지가 끼워진 그의 손가락을 잘라냄으로써 사우론의 힘을 깨뜨렸고 사우론이 육체를 버리고 달아나게 만들었다. 사우론은 <호빗>에서 네크로멘서의 모습으로 귀환하였고, 그 후 <반지의 제왕>에서는 바랏두르에 돌아왔다.

## 제3시대
엘론드는 이실두르에게 절대반지를 그것이 만들어진 운명의 산의 불 속에 던져 넣으라고 간청하였다. 하지만 이실두르는 반지를 자신의 소유로 간직하면서 그것을 전쟁에서 잃은 손실에 대한 보상이라 말하였다. 따라서 그 힘의 반지를 간직하기로 한 이실두르의 결심과 함께 가운데땅의 제3시대가 시작되었고, 이는 필연적으로 반지전쟁으로 이어지게 될 것이었다. 이실두르 자신은 오르크 무리의 급습을 받아 사망하였다. 이실두르는 절대반지를 끼고 탈출하려 했으나, 반지는 그를 배신하였고 이실두르의 손가락에서 떨어져 나가 안두인 대하 속으로 사라져 버렸다.
아르노르와 곤도르를 이끌 왕통의 계승자들이 선택되었다. 천 년간 두 왕국 모두 상대적인 자유와 번영을 만끽했다. 하지만 그 이후에 아르노르는 북동쪽의 앙그마르 제국의 습격을 받게 되었는데, 앙그마르는 나즈굴들의 수장인 위치킹이 지배하는 왕국이었다. 점점 많은 사람들이 북부에서 도망쳤고, 비록 앙그마르 제국이 패하였지만, 아르노르는 더 이상 존재하지 않게 되었다. 아르노르 사람들은 뿔뿔이 흩어졌고, 왕통은 그 수와 명성에 있어 감소하게 되었다. 하지만 그들은 누메노르 후손의 명맥을 순수하게 유지하였다. 그들은 북부의 방랑자들이 되었고, 동부로부터의 위협에 맞서 북부 지역을 수호하였다.
한편, 곤도르는 제3시대 동안 번영하였다. 하지만 곤도르는 모르도르 근처 오르크들과 인간들의 공격을 받으면서부터 쇠퇴하기 시작하였다. 오랜 세월 동안 아무도 아르노르를 공격했던 힘이 이제 곤도르를 치고 있음을 의심하지 않았다.

### 마법사들의 출현
3시대 1000년 경에 다섯명의 마법사들(사루만,라다가스트,간달프 그리고 두명의 청색마법사)이 가운데땅에 도착했다. 가운데땅의 사람들에게 정체가 알려지지 않았던 그들은 서녘에서 파견된 특사들이었는데 발라들을 대신하여 인간들에게 자유를 얻을 수 있는 도움을 주기 위해 보내진 것이다. 수세기 동안 그들은 드러나게 활동하지 않았으며, 감시와 조언 외에는 그다지 하는 일이 없었다. 하지만 때가 암담해짐에 따라 이들 마법사들은 머크우드라 불리는 큰숲 중앙에 자리잡은 비밀스런 암흑의 힘에 대항하여 조치를 취하기로 결정한다. 공격이 감행되자 암흑의 병력들은 모르도르로 물러났는데, 마법사들은 암흑의 정체가 바로 파멸한 줄 알았던 사우론의 영혼이었음을 알게 된다. 그 해에 절대반지가 발견되었다. 한편 간달프는 사우론이 절대반지 없이도 가운데땅 전역을 그의 지배 아래 둘 수 있는 힘이 있다 생각하였고, 이는 그가 엘론드의 회의소에서 절대반지를 바다에 던지자는 의견에 반대를 표한 것과 맥을 같이 한다.

### 반지 전쟁
사우론은 가운데땅에서 다시금 전쟁을 일으켰지만, 프로도 배긴스는 운명의 산으로 가서 절대반지를 파괴함으로써 사우론을 패배시켰다.(하지만 이 장은 프로도가 반지를 파괴한 것에 중점을 두었을 뿐, 그가 마지막 순간에 유혹을 이겨냈다거나 반지를 스스로 포기하였는지에 대하여는 기록하고 있지 않다.)
사우론 몰락 후에 붉은 반지 나랴는 간달프가, 또 다른 반지들은 갈라드리엘과 엘론드가 소유하고 있었음이 확인된다. 아라손의 아들인 아라곤에 대하여는 그가 왕권을 취하러 귀환하였고, 곤도르의 도시 앞에서 큰 전투를 치렀음을 간략하게 언급한다.
실마릴리온은 반지운반자들이 회색항구에서 떠나는 내용과, 가운데땅을 영영 떠나는 엘다르의 마지막 항해의 내용으로 끝을 맺는다.